# Anoectochilus narasimhanii
Anoectochilus narasimhanii är en orkidéart som beskrevs av Sumathi och Al. Anoectochilus narasimhanii ingår i släktet Anoectochilus och familjen orkidéer.
Artens utbredningsområde är Andamanerna. Inga underarter finns listade i Catalogue of Life.